# Nathalie Makoma
Nathalie Makoma (Kinshasa, 24 de fevereiro de 1982) é uma cantora neerlando-congolesa. Antigamente ela fazia parte de um grupo musical familiar chamado Makoma. Ela iniciou carreira solo em 2003.

## Discografia

### Álbuns
- 2003: On Faith
  - Faixas:

1. Time Is a Healer
2. Rhythm of Your Love
3. On Faith
4. Fools Dust
5. Talk With God
6. Listen to Your Heart
7. You
8. Rolling to the Top
9. Out of the Darkness
10. Time Has Come
11. My Love Is True
12. I Can See The Light
13. Wanna Let You Know (faixa bônus)

- 2004: On Faith (versão Faixa Bônus)
  - Faixas:

1. Time is a Healer
2. Rhythm of Your Love
3. On Faith
4. Fools Dust
5. Talk With God
6. Listen to Your Heart
7. You
8. Rolling to the Top
9. Out of the Darkness
10. Time Has Come
11. My Love is True
12. I Can See the Light
13. Wanna Let You Know
14. Tala Ndenge (The Prayer)
15. Talk With God (ao vivo - versão gospel)
16. Talk With God (ao vivo - reprise da versão gospel)

- 2004: I'm Glad I'm Alive (CD - Ao Vivo)
  - Faixas:

1. I'm Glad I'm Alive
2. I'm Glad I'm Alive (Versão A)
3. To Be the One

- 2005: I Saw the Light
  - Faixas:

1. I'm Glad I'm Alive
2. You've Got A Friend
3. Looking At Myself
4. My Way
5. Lover Be Thy Name
6. There Will Be A Light
7. I Understand
8. Stay
9. Love You In My Life
10. To Be The One
11. I'll Be There
12. I Will Bless You
13. Amazing Grace

- 2005: My Sweet Lord (creditado como Makoma feat. Nathalie Makoma)
  - Faixas:

1. Baby Come
2. My Sweet Lord
3. My Love Is True
4. I'm So Excited
5. Sweeter (remix)
6. Let Me Be Your Sunshine
7. All I Need Is Your Love
8. Someday I Know
9. Promise You Made
10. Yo Zali
11. When the Angels Come
12. Bana
13. Baby Come
14. Gospel Medley

### Singles
- 2009: "I Won't Forget" (alcançou a 12ª posição no Dutch Top 40)
- 2010: "I Just Wanna Dance"